# Der alte Traum
Der alte Traum (Originaltitel: What Are Little Girls Made Of?) ist die nach Ausstrahlungsreihenfolge 7. bzw. nach Produktionsreihenfolge 9. Episode der ersten Staffel der Science-Fiction-Fernsehserie Raumschiff Enterprise. Sie wurde in englischer Sprache erstmals am 20. Oktober 1966 bei NBC ausgestrahlt. In Deutschland war sie zum ersten Mal am 19. Oktober 1987 in einer synchronisierten Fassung bei Sat.1 zu sehen, nachdem das ZDF sie bei der deutschen Erstausstrahlung der Serie in den Jahren 1972 bis 1974 übergangen hatte.

## Handlung
Im Jahr 2266 bei Sternzeit 2712,4 befindet sich die Enterprise im Orbit um Exo III, um Kontakt mit Dr. Roger Korby aufzunehmen, einem Medizin-Archäologen, der eine Expedition hierher geführt und sich vor fünf Jahren zum letzten Mal gemeldet hatte. Tatsächlich erhält das Schiff Antwort von Korby. Er deutet an, er habe hier außergewöhnliche Entdeckungen gemacht und wolle sie Captain Kirk zeigen; der müsse allerdings allein auf den Planeten beamen. Kirk willigt ein, besteht aber darauf, dass ihn Krankenschwester Christine Chapel begleitet, Korbys ehemalige Studentin und Verlobte.
Als Kirk und Chapel zum vereinbarten Treffpunkt beamen, finden sie dort niemanden vor. Kirk beordert deshalb die beiden Sicherheitsoffiziere Mathews und Rayburn zu sich. Während Rayburn am Treffpunkt bleibt, erkunden Kirk, Chapel und Mathews das vor ihnen liegende Höhlensystem. Nach einiger Zeit treffen sie auf Dr. Brown, Korbys Assistenten. Das Treffen wird überschattet von einem vermeintlichen Unfall, bei dem Mathews in eine tiefe Schlucht stürzt. Brown reagiert darauf seltsam teilnahmslos. Er erklärt Kirk und Chapel, die ursprünglichen Bewohner des Planeten hätten sich in die Höhlen geflüchtet, als die Oberfläche durch das Erlöschen ihrer Sonne vor 500.000 Jahren unbewohnbar wurde, und hätten hier erstaunliche Erfindungen hinterlassen.
Die drei betreten einen Raum und machen dort die Bekanntschaft von Korby, einer jungen Frau namens Andrea und dem hünenhaften Androiden Ruk. Die Begegnung ist zunächst recht freundlich, eskaliert aber rasch, als Korby darauf besteht, dass keine Kommunikation mit der Enterprise stattfinden soll. Für Kirk ist das inakzeptabel. Er versucht Rayburn anzufunken, bekommt aber keinen Kontakt zu ihm. Daraufhin bedroht Brown Kirk mit einer Laserpistole. In einem kurzen Kampf wird Brown erschossen und es wird ersichtlich, dass er gar kein Mensch, sondern ein Android ist. Ruk kann Kirk außer Gefecht setzen und setzt einen Funkspruch an die Enterprise ab, in dem er mit Kirks Stimme erklärt, dass alles in Ordnung sei. Korby erklärt, dass Ruk noch von den ursprünglichen Bewohnern des Planeten erschaffen worden sei und seither die Maschinen in den Höhlen am Laufen hält. Mit seiner Hilfe habe Korby den Androiden Brown entwickelt. Mit Bedauern teilt er Kirk mit, dass Ruk die beiden Sicherheitsheitsoffiziere getötet hat, was aber nicht auf Korbys Befehl hin geschah. Um eine gewisse Eifersucht von Chapel zu entkräften, fügt er außerdem hinzu, auch Andrea sei ein Android. Sie hätte keine Gefühle und würde nur Korbys Befehle ausführen. Als Beweis lässt er sie Kirk zuerst küssen und dann schlagen.
Etwas später führt Korby Chapel in einen anderen Raum und zeigt ihr dort die Maschine, mit der er Androiden erzeugt. Darauf liegt zu ihrem Entsetzen der gefesselte und bewusstlose Kirk. Ruk bringt einen Rohling herbei, auf den zunächst Kirks Aussehen und dann seine Erinnerungen kopiert werden. Der Androide erweist sich als scheinbar perfekte Kopie und kann Chapel beim Abendessen für eine Weile vortäuschen, er sei der echte Kirk. Als sich Korby und der tatsächliche Kirk hinzugesellen, erklärt Korby, er habe nun vor, mithilfe der Enterprise eine Kolonie zu finden, auf der er eine neue, überlegene Androiden-Zivilisation aufbauen könne. Zu diesem Zweck lässt er den Androiden-Kirk aufs Schiff beamen, um dort die nötigen Nachforschungen anzustellen. Der echte Kirk unternimmt nun einen erneuten Fluchtversuch. Um sich Ruk vom Leib zu halten, würgt er Korby mit einem Seil und droht, ihn umzubringen. So kann er in die Höhlen flüchten. Ruk verfolgt ihn und stellt ihn schließlich. Kirk fällt in eine Schlucht und kann sich gerade noch mit den Händen festhalten. Ruk könnte ihn hinunterstoßen, doch stattdessen rettet er ihn.
Auf der Enterprise ist der erste Offizier Spock indes überrascht vom unerwarteten Auftauchen des vermeintlichen Captains, ebenso von seinem merkwürdig rüden Tonfall und seiner raschen Rückkehr auf den Planeten. Spock merkt, dass etwas nicht in Ordnung ist, und lässt ein Sicherheitsteam in Bereitschaft versetzen.
Auf Exo III versucht der echte Kirk, Andreas Programmierung zu verwirren, indem er ihr die wahre Bedeutung des Küssens nahebringt. Bei einer anschließenden Unterredung mit Ruk erfährt er, dass die Bewohner des Planeten ihre Androiden so perfekt geschaffen hatten, dass sie schließlich Angst vor ihnen bekamen und sie wieder vernichten wollten. Das weckte den Überlebensinstinkt der Androiden, die schließlich ihre Schöpfer auslöschten. Ruk ist besorgt, dass Korbys Pläne eine solche Situation erneut heraufbeschwören werden, und will ihn deshalb aufhalten. Doch als er sich ihm entgegenstellt, wird er von Korby erschossen. Die verwirrte Andrea trifft nun auf Androiden-Kirk. Im Glauben, er sei der Echte, will sie ihn erneut küssen. Als der Androide das als unlogisch zurückweist, erschießt sie ihn.
Bei einem anschließenden Handgemenge zwischen Kirk und Korby wird Korby verletzt und es zeigt sich nun, dass auch er ein Android ist. Er versucht sich zu erklären: Nach einer schweren Verletzung habe er einen Androiden erschaffen und sein Bewusstsein vollständig auf diesen übertragen. Er sei also immer noch Korby. Er muss jedoch einsehen, dass sein Traum von einer neuen Zivilisation bereits jetzt gescheitert ist. Andrea glaubt, Gefühle für ihn zu haben, und will ihn küssen. Als die beiden sich nahekommen, drückt Korby den Abzug an Andreas Pistole und tötet damit sie und sich selbst. Kurz darauf trifft Spock mit einem Sicherheitsteam ein. Kirk erklärt ihm die Situation mit der Aussage, der gesuchte Dr. Korby sei niemals hier gewesen.

## Verbindungen zu anderen Star-Trek-Produktionen
In Der alte Traum gibt es den ersten Tod eines Redshirts in Star Trek. Der Begriff wurde von Fans geprägt und bezeichnet die zahlreichen in der Regel nur in einer Folge auftretenden rot uniformierten Sicherheitsoffiziere und Techniker, die von den Gegenspielern der Enterprise-Besatzung getötet werden. Bereits in früheren Folgen fanden Besatzungsmitglieder in blauen und grüngelben Uniformen den Tod. In Der alte Traum erwischt es mit Mathews erstmals einen Sicherheitsoffizier (und nur wenig später auch seinen Kollegen Rayburn).
Einige Elemente aus dieser Folge wurden in späteren Star-Trek-Produktionen wieder aufgegriffen:
- James T. Kirks Bruder Sam wird hier zum ersten Mal erwähnt. Die Folge Spock außer Kontrolle von Raumschiff Enterprise dreht sich um seinen Tod. Sam Kirk wird hier ebenfalls von William Shatner gespielt. In der 2022 gestarteten und sieben Jahre vor den Ereignissen in Der alte Traum spielenden Serie Star Trek: Strange New Worlds spielt Sam Kirk (hier dargestellt von Dan Jeannotte) eine Nebenrolle.
- Androiden tauchen in Star Trek mehrfach wieder auf, etwa in den Raumschiff-Enterprise-Folgen Der dressierte Herrscher, Geist sucht Körper und Planet der Unsterblichen, in Star Trek: Der Film und in der Folge Prototyp von Star Trek: Raumschiff Voyager. In der Serie Raumschiff Enterprise – Das nächste Jahrhundert ist der Androide Lieutenant Commander Data eine der Hauptfiguren. In der Serie Star Trek: Picard beschäftigt sich die gesamte erste Staffel mit der Androiden-Thematik.
- Die Übertragung eines menschlichen Bewusstseins in einen Androiden-Körper wurde in mehreren weiteren Star-Trek-Folgen thematisiert, etwa in Folge 2.06 (Das fremde Gedächtnis) von Raumschiff Enterprise – Das nächste Jahrhundert von 1989 oder der Doppelfolge Et in Arcadia Ego von Star Trek: Picard aus dem Jahr 2020.

## Produktion

### Drehbuch
Der Originaltitel der Folge geht zurück auf die zweite Strophe des englischen Kinderreims What Are Little Boys Made Of?:

„What are little girls made of?

What are little girls made of?

Sugar and spice

And everything nice

That's what little girls are made of“

„Woraus sind kleine Mädchen gemacht?

Woraus sind kleine Mädchen gemacht?

Zucker und Gewürz

Und alles Nette

Daraus sind kleine Mädchen gemacht“

Die Bedeutung des Titels ist nicht ganz klar. Die Autoren Paula M. Block und Terry J. Erdman vermuten, dass er sich auf das „Mädchen“ Andrea bezieht.
Der ursprüngliche Drehbuchentwurf von Robert Bloch wurde von Gene Roddenberry stark umgeschrieben. Die Dreharbeiten hatten bereits begonnen, als Roddenberry seine Revision beendet hatte. Eine der wichtigsten Änderungen betraf die weibliche Hauptfigur. Bloch hatte hierfür eine reiche Geschäftsfrau namens Margo vorgesehen, die eine Bewunderin von Korby sein sollte. Roddenberry übertrug ihre Rolle auf Schwester Christine Chapel und machte aus ihr Korbys ehemalige Verlobte. Der alte Traum wurde damit zur einzigen Folge von Raumschiff Enterprise, in der Chapel eine tragende Rolle spielt.
Die Bewohner von Exo III wurden von Bloch in seinem ursprünglichen Drehbuchentwurf als „Old Ones“ bezeichnet. Dies war eine Anspielung auf die „Großen Alten“ aus den Geschichten von H. P. Lovecraft, den Bloch sehr bewunderte und mit dem er mehrfach zusammengearbeitet hatte.

### Regie
Als Regisseur wurde James Goldstone verpflichtet, der bereits den zweiten Pilotfilm Die Spitze des Eisberges inszeniert hatte. Da er den Drehplan um zwei Tage überzog (was hauptsächlich den Umarbeitungen am Drehbuch geschuldet war), wurde er später nicht wieder als Regisseur in Star Trek engagiert.

### Darsteller
Vince Deadrick und Bud Albright hatten in dieser Folge ihre einzigen Sprechrollen in Raumschiff Enterprise. Sie traten noch in mehreren weiteren Folgen als Statisten auf. Deadrick war zudem Stuntdouble für verschiedene Schauspieler.
Ted Cassidy hatte hier seinen einzigen Auftritt als Darsteller in Raumschiff Enterprise. In zwei weiteren Folgen (Pokerspiele und Ganz neue Dimensionen) wirkte er als Sprecher.

## Adaptionen
James Blish schrieb eine Textfassung von Der alte Traum, die auf Englisch erstmals 1975 in der Geschichtensammlung Star Trek 11 erschien. Die deutsche Übersetzung erschien 1977.

## Rezeption
Christian Blauvelt listete Der alte Traum 2022 auf hollywood.com in einem Ranking aller 79 Raumschiff-Enterprise-Folgen auf Platz 40.

## Parodien und Anspielungen
Die 1973 entstandene türkische Komödie Turist Ömer Uzay Yolunda („Tourist Ömer in Star Trek“) ist in erster Linie eine (unlizenzierte) Nacherzählung der Raumschiff-Enterprise-Folge Das Letzte seiner Art, enthält aber auch Elemente aus den Folgen Der alte Traum, Ganz neue Dimensionen, Weltraumfieber und Der dressierte Herrscher.
In Folge 2.52 Graf Maragor der Zeichentrickserie He-Man – Im Tal der Macht von 1984 ist die Figur des Maragor Ruk aus Der alte Traum nachempfunden.